# غوشنة غاريقونية
غوشنة غاريقونية (الاسم العلمي: Morchella agaricoides) هي نوع من الفطريات يتبع جنس الغوشنة من الفصيلة الغوشنية.